# Château de Maurepart
Le château de Maurepart est un château situé à Brigné, en France.

## Localisation
Le château est situé dans le département français de Maine-et-Loire, sur la commune de Brigné.

## Historique
L'édifice est inscrit au titre des monuments historiques en 1993.
Il est la propriété de Geoffroy Rogon de Carcaradec.